# Coletta di Amendolea
Coletta di Amendolea (Amendolea, primera mitad del siglo XV - Nápoles, c. 1489) fue un poeta italiano del siglo XV oriundo de la región de Calabria.
Fue un importante compositor y rimador en lengua vernácula nacido en el actual municipio de Condofuri, tal vez en lo que fue la colonia Peripoli; más tarde se trasladó a Nápoles, donde se convirtió en el principal expositor de la tradición poética de la Calabria medieval. Parte de sus escritos fueron compilados en Rimatori napoletani del Quattrocento junto a Francesco Galeoto, Francesco Spinello y Pietro Jacopo de Jennaro.